# Pastena
Pastena è un comune italiano di 1 258 abitanti della provincia di Frosinone nel Lazio.

## Geografia fisica

### Territorio
Centro dei monti Ausoni, sorge, con impianto circolare, sui 318 m s.l.m. di una sella della dorsale formata dal monte Cimate e dal monte Solo.
A nord del centro abitato c'è una grandiosa ed intricata grotta carsica, la grotta di Pastena, già nota come di San Cataldo o del Pertuso.
Il territorio comunale presenta notevoli differenze altimetriche. Montuoso ad occidente, dove si elevano le vette del monte Cappello e del monte Calvilli, e a meridione, dove si trova il monte Schierano, assume quindi un andamento collinare nella parte centrale, dove si trova il centro abitato di Pastena, e il già citato colle del monte Solo, infine pianeggiante, in quella orientale e settentrionale, dove si trova la Piana Madonna delle Macchie.

### Clima
Classificazione climatica: zona D, 1878 GR/G

## Storia
Avrebbe origini volsche. Il territorio, è difeso da una rocca che venne ricostruita dalla nobile famiglia romana dei Del Drago nel 1227, la quale ebbe grande importanza strategica per posizione di confine fra lo Stato pontificio ed il regno di Napoli.
Il nome del paese deriverebbe dal latino pastinare, ovvero "rivoltare la terra per renderla coltivabile" e che sottolineerebbe la dimensione agricola del piccolo borgo.
Nelle ultimissime fasi della seconda guerra mondiale, gli abitanti del comune di Pastena subirono diversi episodi riferibili alle marocchinate, stupri di massa compiuti dalle truppe algerine all'interno del contingente alleato francese. Il totale delle donne stuprate nel solo comune a 45, di cui la maggior parte in età adolescenziale.

### Simboli
Lo stemma e il gonfalone del comune sono stati concessi con decreto del presidente della Repubblica del 7 aprile 2003.
Il gonfalone è un drappo di bianco.

## Monumenti e luoghi d'interesse

### Aree naturali

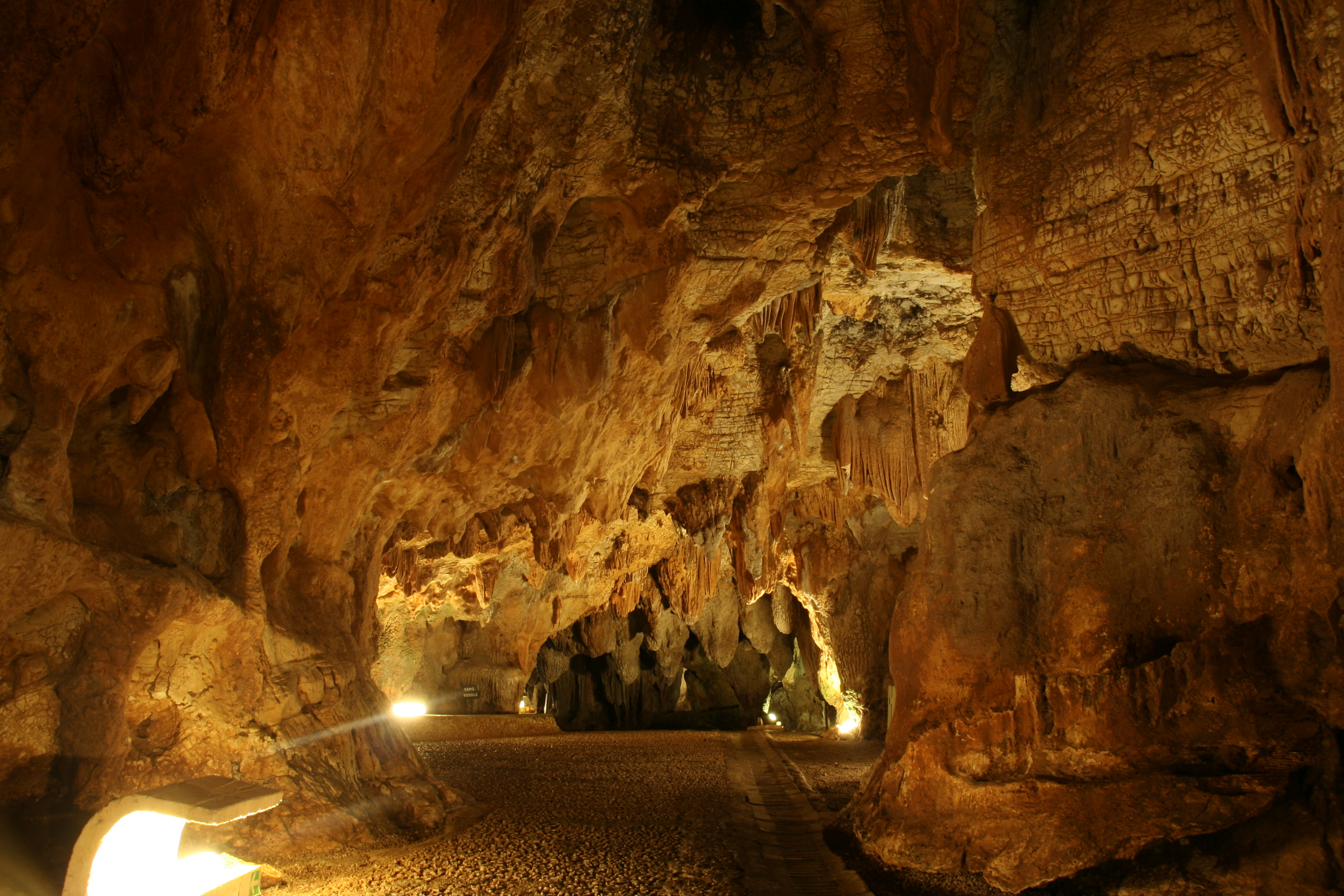
Grotte di Pastena
La maggiore attrazione turistica comunale è rappresentata dalle grotte, situate a 4,5 km dal paese.
Le Grotte di Pastena sono un complesso di cavità scoperte nel 1926 dal barone Carlo Franchetti e divenute turistiche già l'anno successivo, sono gestite dal "Consorzio Grotte Pastena e Collepardo".
Queste grotte hanno restituito numerosi reperti archeologici relativi a sepolture ed offerte di carattere rituale risalenti ad epoca preistorica (Neolitico ed età del Bronzo). I materiali rinvenuti durante gli scavi, effettuati dall'Università di Perugia e dalla Sovrintendenza Archeologica del Lazio tra il 2001 e il 2008, sono ancora in corso di studio e solo parzialmente pubblicati. Di notevole interesse comunque è il ritrovamento di un'ascia ed un pugnale in bronzo risalenti alla media età del bronzo (XV secolo a.C. circa) sul fondo di uno dei laghetti interni al ramo attivo delle grotte; si tratta di offerte rituali tipiche di questo periodo legate a figure maschili molto importanti all'interno della comunità.

## Società

### Evoluzione demografica
Abitanti censiti

### Religione
- Chiesa cattolica: fa parte dell'arcidiocesi di Gaeta.

## Cultura

### Istruzione

#### Musei
Museo della Civiltà Contadina e dell'Ulivo
Il Museo della Civiltà Contadina e dell'Ulivo raccoglie le testimonianze materiali della vita contadina di Pastena. Tutto ruota attorno all'ulivo: il museo ha sede in un vecchio frantoio, particolare che evidenzia come la lavorazione e la produzione dell'olio avesse un'importanza economica notevole, oltre che a essere portatore di valori sociali e simbolico-lavorativi peculiari.

### Cinema
- Anno zero: guerra nello spazio; a Pastena furono girate alcune scene del film.

## Economia
Di seguito la tabella storica elaborata dall'Istat a tema unità locali, intesa come numero di imprese attive, ed addetti, intesi come numero di addetti delle imprese locali attive (valori medi annui).
|           | 2015                  |                              |                            |                |                       |                     | 2014                  |                | 2013                  |                |
| --------- | --------------------- | ---------------------------- | -------------------------- | -------------- | --------------------- | ------------------- | --------------------- | -------------- | --------------------- | -------------- |
|           | Numero imprese attive | % Provinciale Imprese attive | % Regionale Imprese attive | Numero addetti | % Provinciale Addetti | % Regionale Addetti | Numero imprese attive | Numero addetti | Numero imprese attive | Numero addetti |
| Pastena   | 72                    | 0,31%                        | 0,02%                      | 103            | 0,1%                  | 0,01%               | 65                    | 100            | 70                    | 100            |
| Frosinone | 33.605                |                              | 7,38%                      | 106.578        |                       | 6,92%               | 34.015                | 107.546        | 35.081                | 111.529        |
| Lazio     | 455.591               |                              |                            | 1.539.359      |                       |                     | 457.686               | 1.510.459      | 464.094               | 1.525.471      |

Nel 2015 le 72 imprese operanti nel territorio comunale, che rappresentavano lo 0,31% del totale provinciale (33.605 imprese attive), hanno occupato 103 addetti, lo 0,1% del dato provinciale; in media, ogni impresa nel 2015 ha occupato un addetto (1,43).

## Infrastrutture e trasporti

### Strade
Pastena, tramite la strada provinciale 151, è collegata a Castro dei Volsci e Pico.

## Amministrazione
Nel 1927, a seguito del riordino delle circoscrizioni provinciali stabilito dal regio decreto n. 1 del 2 gennaio 1927, per volontà del governo fascista, quando venne istituita la provincia di Frosinone, Pastena passò dalla provincia di Terra di lavoro a quella di Frosinone.

### Altre informazioni amministrative
- Fa parte della Comunità Montana XVI Monti Ausoni di Pico.